# 英國廣播公司第三台
英國廣播公司第三台（BBC Three），是英國廣播公司旗下面向16-34岁年龄组播出的频道，于2003年2月9日开播。为了在地面数字电视平台与CBBC共享带宽，本频道的播放时间为19:00到04:00左右。
本频道90%的节目是来自英国和其他欧盟国家，其中80%为英国原创。本频道同时播出60秒新闻简报，由于采取了这种形式，频道可以完全自动化控制。

## 频道历史
因转播倫敦奧運赛事，本频道的播出时间从原来的9小时延长至24小时，直至奥运会闭幕。本频道与CBBC频道已在2013年12月推出高清版本。
2014年3月，英国广播公司宣布将于2015年秋季关闭此频道，仅提供相应的网络在线服务，每年节约逾5000万英镑的经费，其中3000万将提供给BBC第一台。
2016年2月15日，英國廣播公司第三台的數位電視、衛星電視及有線電視频道全面正式停播，改由網絡電視繼續播出。
2021年3月，因网络版节目受观众欢迎，英国广播公司宣布将于2022年1月恢复第三台在传统电视平台播出，待英国通讯管理局审核。
2021年11月25日，英國通訊管理局已正式批准英國廣播公司第三台電視頻道在2022年2月重新開播。